# Шипицина (Свердловская область)
Шипицина — деревня в Камышловском районе Свердловской области России, входит в состав Обуховского сельского поселения.

## Географическое положение
Деревня Шипицина расположена в 10 километрах (по автодороге в 13 километрах) к юго-западу от города Камышлова, на обоих берегах реки Большой Калиновки (правый приток реки Пышмы), в устье её правого притока — реки Малой Калиновки. В двух километрах к северо-западу от деревни проходит Сибирский тракт.

## Население
| 2002 | 2010 | 2021 |
| ---- | ---- | ---- |
| 420  | ↘407 | ↘382 |